# European Trophy
L'European Trophy (precedentemente noto come Nordic Trophy fra il 2006 ed il 2009) è stato un torneo ad inviti estivo di hockey su ghiaccio, tradizionalmente composto fra alcune delle più forti squadre dei principali campionati d'Europa. Con oltre trenta squadre partecipanti provenienti da diverse nazioni l'European Trophy era il più grande torneo estivo di hockey su ghiaccio d'Europa.
Svezia e Finlandia hanno sempre preso parte al torneo, in particolare nel periodo 2006-2009, quando la competizione era limitata ai due paesi scandinavi ed era chiamata "Nordic Trophy". Nessuna squadra ha mai vinto il titolo per più di un'edizione. Sin dall'inaugurazione della competizione nel 2006, otto nazioni sono state rappresentate: Svezia, Finlandia, Austria, Repubblica Ceca, Germania, Slovacchia, Svizzera e Norvegia.
Nel 2007 il torneo passò da 6 ad 8 squadre, inaugurando anche l'omologo torneo per squadre giovanili. Nel 2008 la lega si espanse invitando altre due formazioni. Nel 2010 il torneo cambiò nome in European Trophy, con la partecipazione inoltre di club da Norvegia, Germania, Repubblica Ceca, Svizzera ed Austria.
In 2011 il torneo si allargò fino ad ospitare 24 squadre. La Slovacchia fu rappresentata per la prima volta, al posto di Norvegia e Svizzera. Nel 2012 il torneo si allargò a 32 formazioni; fra gli 8 nuovi posti a disposizione la Svizzera tornò ad essere rappresentata da quattro squadre. Nel 2014 l'European Trophy venne sostituito dalla nuova Champions Hockey League.

## Squadre
Nel 2006 e nel 2007 il Nordic Trophy poté contare su quattro squadre svedesi, Djurgården, Frölunda, Färjestad, Linköping, e su quattro squadre finlandesi, HIFK, Oulun Kärpät, Tappara e TPS. Nel 2008 si aggiunsero una squadra per nazione, gli svedesi dell'HV71 ed i finnici del Jokerit. Ancora una volta nel 2009 altre due squadre si unirono alla competizione, i Malmö Redhawks ed il Lukko. Tuttavia quell'anno si decise di tenere due tornei separati, uno riservato alla Svezia e l'altro alla Finlandia, eleggendo così due formazioni vincitrici del trofeo.
Nel 2010 la competizione assunse valore internazionale. I finlandesi del Lukko lasciarono il posto ai norvegesi del Vålerenga, i quali insieme ai tedeschi dell'Adler Mannheim, dell'Eisbären Berlin e i cechi dello Sparta Praga completarono la Capital Division; la squadra austriaca del Red Bull Salzburg, insieme agli svizzeri del SC Bern e ai ZSC Lions si unirono alla Central Division. Le nuove squadre portarono alla trasformazione della competizione in European Trophy.
Nell'edizione del 2011 furono presenti 24 squadre. Svezia e Finlandia furono rappresentate da 6 squadre a testa. Il Luleå HF sostituì i Malmö Redhawks, mentre il KalPa fece il proprio debutto. Presero il via 7 squadre della Repubblica Ceca: HC Slavia Praha, HC Sparta Praha, HC České Budějovice, HC Liberec, HC Pardubice, HC Plzeň 1929 e HC Kometa Brno. Rimasero le squadre tedesche dell'Eisbären Berlin e l'Adler Mannheim, mentre gli austriaci dell'EC Red Bull Salzburg furono affiancati dai Vienna Capitals. La Slovacchia fu rappresentata per la prima volta dall'HC Slovan Bratislava.
Per l'edizione del 2012 è stata confermata l'espansione del torneo fino al limite di 32 squadre. La formazione svedese del Brynäs IF è stata confermata come nuovo ingresso; la Svizzera tornò con quattro squadre, SC Bern, ZSC Lions, HC Fribourg-Gottéron ed EV Zug; altri due posti furono riservati alla Germania e fu invitata un'altra squadra finlandese. Il formato rimase simile a quello dell'edizione 2011: i turni preliminari si svolsero nei mesi di agosto-settembre, mentre i playoff in dicembre. Nel 2013 furono confermati sia le squadre che i raggruppamenti dell'edizione precedente, mentre per lasciare spazio alle nazionali in vista del torneo di Soči 2014 la fase preliminare fu concentrata per concludersi entro la prima metà di settembre.

### Ultime partecipanti
| Divisione | Squadra             | Città            | Stadio                      | Capacità | Prima apparizione |
| --------- | ------------------- | ---------------- | --------------------------- | -------- | ----------------- |
| Nord      | Oulun Kärpät        | Oulu             | Oulun Energia Areena        | 6.614    | 2006              |
| Nord      | Eisbären Berlino    | Berlino          | O2 World                    | 14.200   | 2010              |
| Nord      | Red Bull Salisburgo | Salisburgo       | Eisarena Salzburg           | 3.200    | 2010              |
| Nord      | Luleå               | Luleå            | Coop Arena                  | 6.200    | 2011              |
| Nord      | Kometa Brno         | Brno             | Hala Rondo                  | 7.200    | 2011              |
| Nord      | České Budějovice    | České Budějovice | Budvar Aréna                | 6.421    | 2011              |
| Nord      | Plzeň 1929          | Plzeň            | ČEZ Aréna                   | 12.497   | 2011              |
| Nord      | Hamburg Freezers    | Amburgo          | O2 World                    | 8.420    | 2012              |
| Sud       | Linköping           | Linköping        | Cloetta Center              | 8.500    | 2006              |
| Sud       | HV71                | Jönköping        | Kinnarps Arena              | 7.038    | 2008              |
| Sud       | Sparta Praga        | Praga            | Tesla Arena                 | 16.995   | 2010              |
| Sud       | Piráti Chomutov     | Chomutov         | Multifunkční aréna Chomutov | 5.250    | 2012              |
| Sud       | KalPa               | Kuopio           | Kuopion Jäähalli            | 5.225    | 2011              |
| Sud       | Slovan Bratislava   | Bratislava       | Samsung Arena               | 10.000   | 2011              |
| Sud       | Vienna Capitals     | Vienna           | Albert Schultz Eishalle     | 4.500    | 2011              |
| Sud       | JYP                 | Jyväskylä        | Synergia-areena             | 4.628    | 2012              |
| Est       | TPS                 | Turku            | HK-areena                   | 11.820   | 2006              |
| Est       | Tappara             | Tampere          | Tampereen jäähalli          | 7.800    | 2006              |
| Est       | Djurgården          | Stoccolma        | Hovet                       | 8.094    | 2006              |
| Est       | Berna               | Berna            | PostFinance Arena           | 17.131   | 2010              |
| Est       | Bílí Tygři Liberec  | Liberec          | Tipsport Arena              | 7.500    | 2011              |
| Est       | Pardubice           | Pardubice        | ČEZ Aréna                   | 10.194   | 2011              |
| Est       | Brynäs              | Gävle            | Läkerol Arena               | 8.585    | 2012              |
| Est       | Friburgo-Gottéron   | Friborgo         | Patinoire Saint-Léonard     | 7.144    | 2012              |
| Ovest     | Färjestad           | Karlstad         | Löfbergs Lila Arena         | 8.647    | 2006              |
| Ovest     | Frölunda            | Göteborg         | Scandinavium                | 12.044   | 2006              |
| Ovest     | HIFK                | Helsinki         | Helsingin jäähalli          | 8.200    | 2006              |
| Ovest     | Jokerit             | Helsinki         | Hartwall Areena             | 13.349   | 2008              |
| Ovest     | ZSC Lions           | Zurigo           | Hallenstadion               | 10.700   | 2010              |
| Ovest     | Adler Mannheim      | Mannheim         | SAP Arena                   | 10.600   | 2010              |
| Ovest     | ERC Ingolstadt      | Ingolstadt       | Saturn Arena                | 4.815    | 2012              |
| Ovest     | Zugo                | Zugo             | Bossard Arena               | 7.015    | 2012              |

### Squadre per nazione
| Anno | Squadre | Svezia | Finlandia | Germania | Rep. Ceca | Svizzera | Austria | Norvegia | Slovacchia |
| ---- | ------- | ------ | --------- | -------- | --------- | -------- | ------- | -------- | ---------- |
| 2010 | 18      | 6      | 5         | 2        | 1         | 2        | 1       | 1        | –          |
| 2011 | 24      | 6      | 6         | 2        | 7         | –        | 2       | –        | 1          |
| 2012 | 32      | 7      | 7         | 4        | 7         | 4        | 2       | –        | 1          |
| 2013 | 32      | 7      | 7         | 4        | 7         | 4        | 2       | –        | 1          |

## Formato
Il torneo si suddivideva fra la fase della stagione regolare, disputata nei mesi di agosto e settembre, organizzata secondo un calendario specifico, e la settimana dei playoff nel mese di dicembre, nella quale attraverso l'eliminazione diretta si eleggeva la squadra vincitrice. In palio vi era il titolo di Campione dell'European Trophy.

### Stagione regolare
Nella stagione regolare le 32 squadre venivano suddivise in quattro gruppi da otto squadre ciascuno; ogni squadra disputava un totale di 8 partite, 7 delle quali contro le avversarie dello stesso girone, mentre l'altra con una squadra vicina geograficamente. La vittoria entro il tempo regolamentare consegnava tre punti, il successo ai supplementari o agli shootout due, la sconfitta dopo il sessantesimo minuto valeva un punto, mentre non si guadagnavano punti in caso di sconfitta. Le vincitrici di ciascun raggruppamento si qualificavano ai playoff, oltre alla miglior seconda e alla squadra organizzatrice delle finali.

### Playoff
I play-off dell'European Trophy, che assumevano il nome di "Red Bull Salute", venivano disputati nel corso di un fine settimana nel mese di dicembre in una città scelta dall'organizzazione prima dell'inizio del torneo. L'evento era organizzato sotto forma di torneo ad eliminazione diretta, con quarti di finale, semifinali e finali.

## Trofei e premi
Al termine della settimana dei playoff, la squadra vincitrice veniva incoronata campione dell'European Trophy. Ai giocatori erano assegnati quattro premi specifici: il "RBK Nordic Star", il premio al miglior portiere, al miglior difensore e al miglior attaccante.

## Albo d'oro
| Nordic Trophy   | Nordic Trophy               | Nordic Trophy                                |
| Anno            | Vincitori stagione regolare | Vincitori playoff (Campioni Nordic Trophy)   |
| --------------- | --------------------------- | -------------------------------------------- |
| 2006            | Färjestads BK               | Färjestads BK                                |
| 2007            | Oulun Kärpät                | Oulun Kärpät                                 |
| 2008            | Linköpings HC               | Linköpings HC                                |
| 2009            | HV71                        | Djurgårdens IF                               |
| 2009            | Lukko Rauma                 | Tappara Tampere                              |
| European Trophy |                             |                                              |
| Anno            | Vincitori stagione regolare | Vincitori playoff (Campioni European Trophy) |
| 2010            | HV71                        | Eisbären Berlin                              |
| 2011            | Plzeň 1929                  | Red Bull Salzburg                            |
| 2012            | Luleå HF                    | Luleå HF                                     |
| 2013            | Färjestads BK               | JYP                                          |